# Dorfkirche Solsdorf

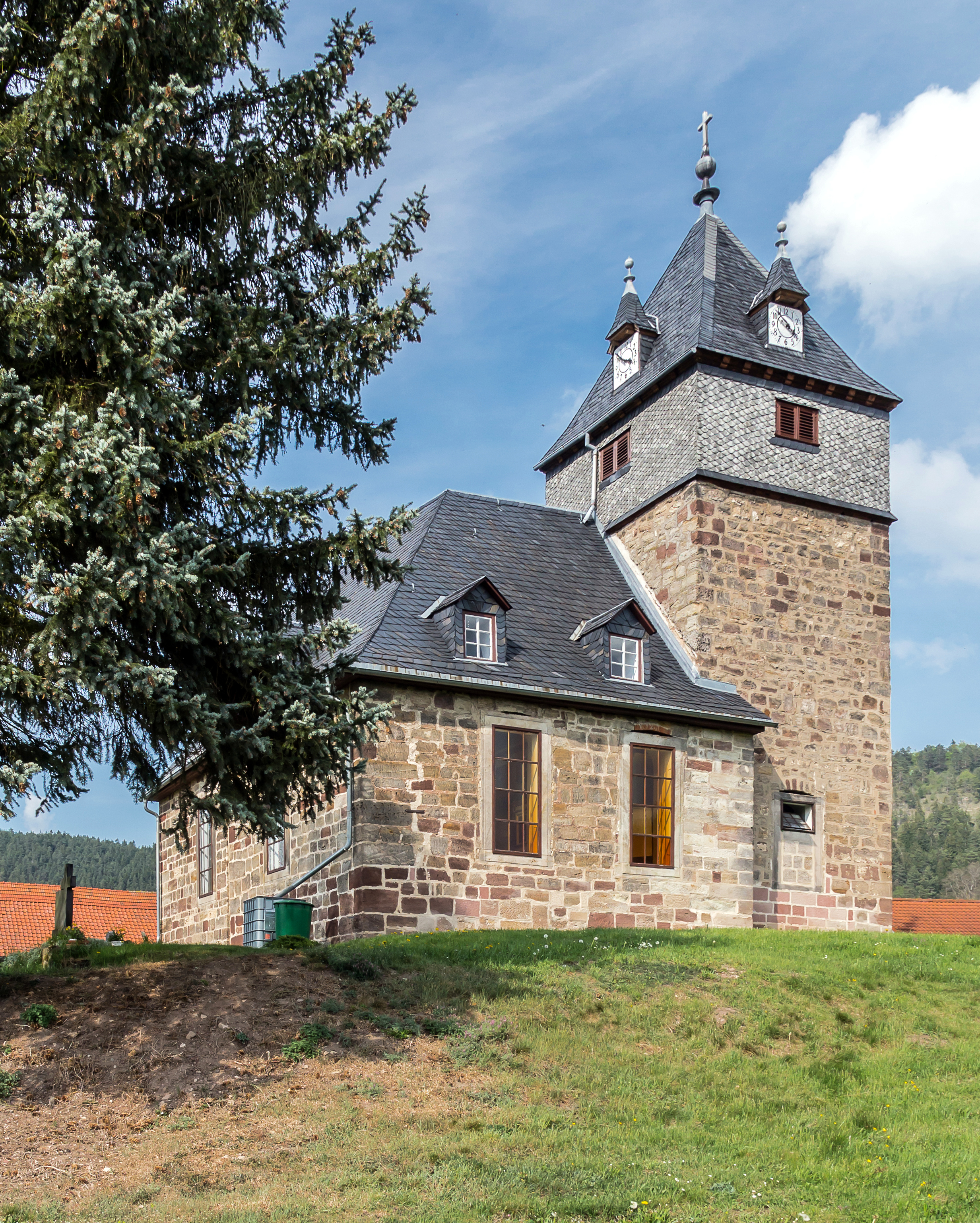
Dorfkirche Solsdorf

Die evangelische Dorfkirche Solsdorf steht im Ortsteil Solsdorf der Stadt Königsee in Thüringen. 
Auf einer Anhöhe des in der höheren Talmulde befindlichen Vorgebirgsdorfes Solsdorf stand einst eine Kapelle aus dem 11. bis 13. Jahrhundert, die wohl den Viehhändlern aus dem Rinnetal diente, die auf dem Eselsweg reisten, der über Kleinliebringen und Großliebringen nach Stadtilm und Erfurt führte.
1681 wurde auf deren Grundmauern die heutige Kirche erbaut. Nachdem sie 1992 vor dem Verfall gestanden hatte, erhielt sie 1995 eine grundhafte Erneuerung.